# Nihil est tam munitum, quod non expugnari pecunia possit
 Nihil est tam munitum, quod non expugnari pecunia possit  лат. (изговор: нихил ест там мунитум, квод нон експугнари пекунија посит). Ништа није толико утврђено да се новцем не би могло освојити. (Цицерон)

## Поријекло изреке
Изреку изрекао   римски  државник и   бесједник   Цицерон (први вијек п. н. е.).

## Изрека у српској језику
У српском језику се каже: „Пара врти, гдје бургија неће“

## Тумачење
Новац је мјера свему. Новац све може. Успијева и када нешто изгледа неосвојиво.